# Stade Meadowbank
Le Meadowbank est un complexe sportif polyvalent situé à Édimbourg, en Écosse. Il a accueilli les Jeux du Commonwealth en 1970 et 1986.
Le complexe sportif comprend un stade dont la capacité totale est de 16 500 places. Le stade contient une piste à huit couloirs entourant le terrain en gazon. Il existe également un vélodrome, un terrain de Hockey sur gazon et de basket-ball.
Le stade contient des installations intérieures dont une piste de 100 mètres, des salles de fitness, des terrains de squash, de football et de basket-ball.
Le complexe est également utilisé pour des brocantes, des concours d'arts martiaux, des matchs de boxe, des conférences et des concerts.
Le stade de Meadowbank est souvent cité comme l'un des pires stades utilisés dans la ligue d'Écosse de football, en raison de l'absence d'ambiance pendant les matchs. D'une capacité totale de 16 500 places, le stade attirait moins de 1 000 spectateurs lors des rencontres du club des Meadowbank Thistle. La plupart des fans étaient situés d'un seul côté et très en retrait du terrain à cause des huit couloirs de la piste d'athlétisme.

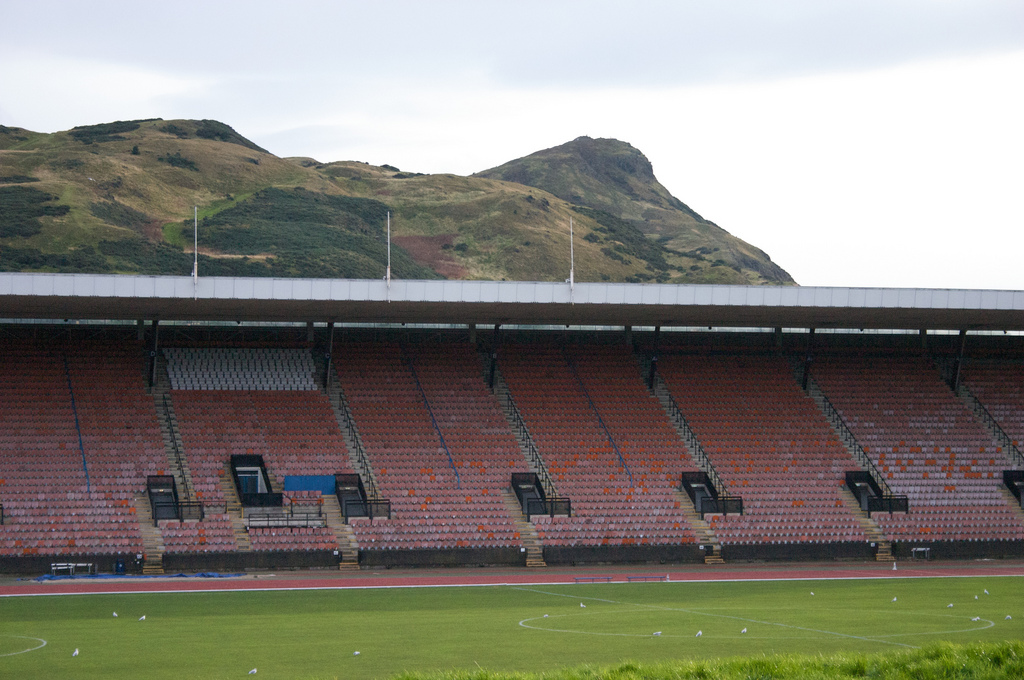
Les Tribunes du stade
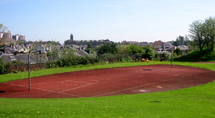
Terrain de basket-ball
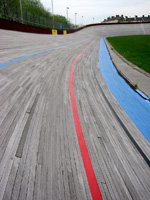
Velodrome construit en 1986
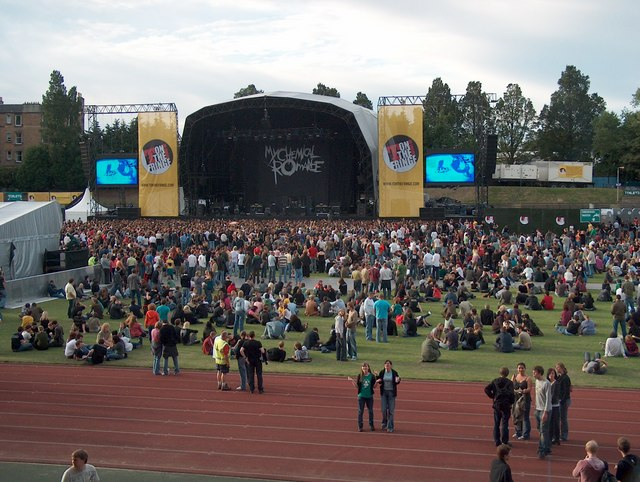
Concert de Muse en 2006

## Jeux du Commonwealth
Le stade du Meadowbank a été construit pour les jeux du Commonwealth britannique de 1970. Il a été inauguré par le prince Edward le 2 mai 1970.
Il a également accueilli les Jeux du Commonwealth de 1986. Ces jeux subissent un important déficit financier dû au boycott de la plupart des participants. En effet, en opposition avec le reste du Commonwealth, le Royaume-Uni, pays hôte, s'oppose à l'imposition de sanctions économiques vis-à-vis du gouvernement sud-africain, qui pratique l'apartheid. Margaret Thatcher, Premier ministre du Royaume-Uni du gouvernement britannique, réaffirme cette position quelques semaines avant les Jeux, ce qui amène le Nigeria à déclarer qu'il n'y participera pas. Finalement, 32 sur 59 pays inscrits boycottent les Jeux.

## clubs résidents
| Sport       | Club               | date           | Note |
| ----------- | ------------------ | -------------- | --- |
| rugby à XV  | Edinburgh Gunners  | de 2002 à 2004 | Nouveau stade : Murrayfield Stadium                                                                                        |
| Basket-ball | Édimbourg Rocks    | de 1998 à 2002 | Nouveau stade : Braehead Arena (2002-2008) Kelvin Hall International Sports Arena (2008-2012) Emirates Arena (depuis 2012) |
| football    | Meadowbank Thistle | de 1974 à 1995 | Nouveau stade : Almondvale Stadium                                                                                         |
| football    | Edinburgh City     | depuis 1996    | |